# Beulenkopf-Glasbarsch
Der Beulenkopf-Glasbarsch (Parambassis pulcinella), auch Buckelkopf-Glasbarsch genannt, ist ein Süßwasserfisch aus der Familie der Glasbarsche (Ambassidae). Er kommt im oberen Stromgebiet des Ataran im burmesischen Kayin-Staat vor, möglicherweise auch in den Quellgebieten der zuströmenden Flüsse in Thailand.

## Merkmale
Der Beulenkopf-Glasbarsch wird 8 cm lang und hat einen auffälligen Buckel vor der ersten Rückenflosse, der von einem sehr langen, dünnen Auswuchs des Supraoccipitalstachels gebildet wird. Das Supraoccipitale ist eine mittige, dorsale Verknöcherung auf dem Hinterhauptbein. Der Buckel tritt bei beiden Geschlechtern auf, ist bei Männchen allerdings größer. Wie andere Glasbarsche ist Parambassis pulcinella weitgehend farblos und transparent. Rücken- und Afterflosse besitzen graue oder schwarze äußere Ränder, die erste Rückenflosse und die Afterflosse je eine zum Körper hin gelegene Punktreihe. Beide Loben der gegabelten Schwanzflossen haben schwarze Streifen. An der Basis der ersten Rückenflosse liegt ein kleiner, schwarzer Fleck von dem sich ein schwarzer Streifen zum Kopf erstreckt.
Die erste Rückenflosse wird von sieben Flossenstacheln, die zweite von einem Flossenstachel und sieben Weichstrahlen gestützt. Bei der Afterflosse sind es drei Flossenstacheln und 16 bis 17 Weichstrahlen. Die Anzahl der Wirbel liegt bei 25. Der Bereich hinter den Rückenflossen ist schuppenlos.

## Lebensweise
Der Beulenkopf-Glasbarsch lebt in großen Flüssen mit klarem Wasser, vor allem in der Nähe von Wasserfällen und großen Stromschnellen. Er ist revierbildend.